# UGM-96 트라이던트 I

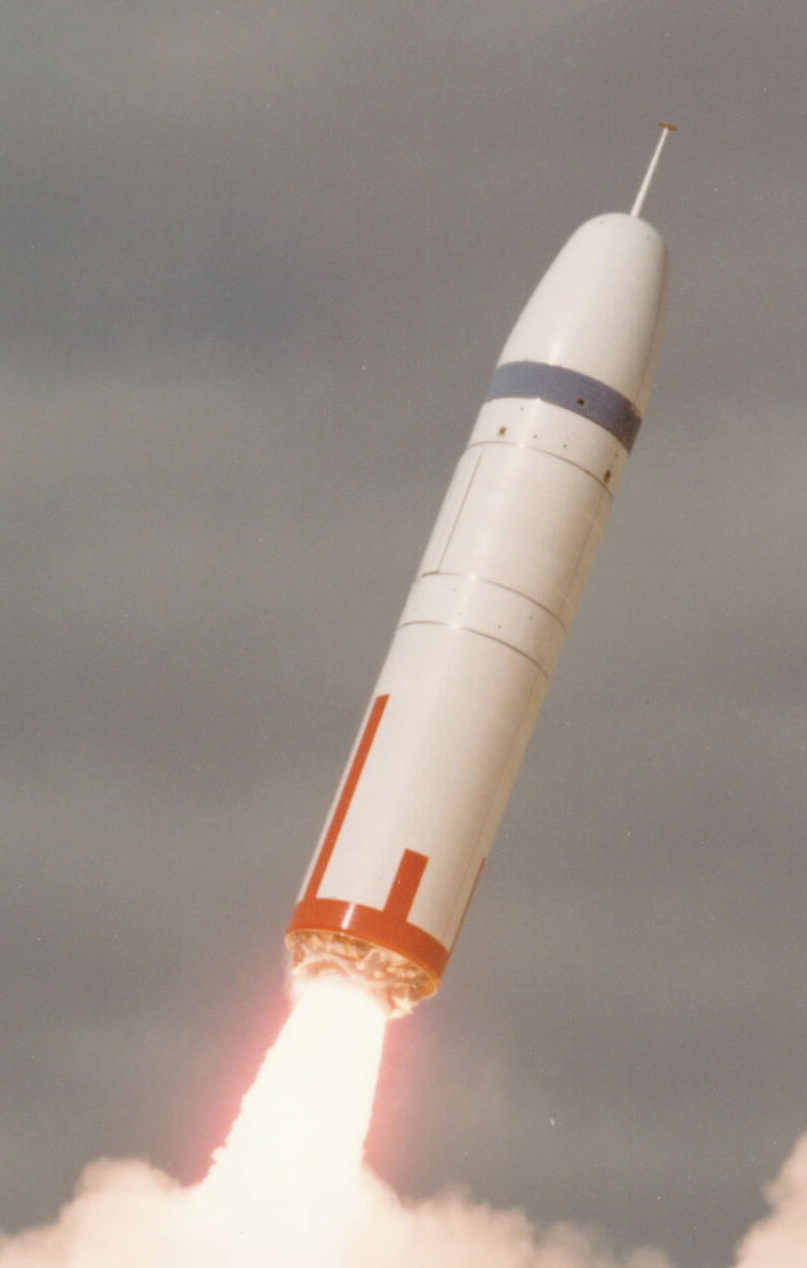

UGM-96 트라이던트 I은 미국의 세번째 SLBM이다. 기존의 폴라리스 미사일, 포세이돈 미사일은 2단 고체연료였는데, 트라이던트 I은 3단 고체연료를 사용한다.

## 역사
무게는 기존의 29톤 포세이돈 미사일과 거의 차이가 없는 33톤이다. 포세이돈이 14발의 핵탄두를 탑재했는데, 트라이던트 I은 8발을 탑재하는 대신, 사거리를 4,600 km에서 7,400 km로 연장했다.
1979년에 최초로 배치되었고 2005년에 퇴역했다.

## 같이 보기
- UGM-133 트라이던트 II